# سفید خارک (سرده)
سفید خارک، سفیدمژه (نام علمی: Schischkinia) نام یک سرده از تیره کاسنیان است.